# Kościół Najświętszego Serca Pana Jezusa w Kościelcu
Kościół Najświętszego Serca Pana Jezusa – rzymskokatolicki kościół filialny należący do parafii Narodzenia Najświętszej Maryi Panny w Małuszowie dekanatu Legnica Zachód diecezji legnickiej.

## Historia
Kościół wzmiankowany w 1321, ale wybudowany w 2. połowie XIII w. Był przebudowany i powiększony w XVIII w., z wykorzystaniem starszych fragmentów, jako ewangelicki tzw. kościół ucieczkowy, remontowany w XIX w. i w latach 1960-1962.

## Architektura
Jest świątynią orientowaną, murowaną z kamienia, jednonawową, z oskarpowaną wieżą od zachodu. Trójboczne zakończenie części wschodniej obejmuje krótkie prostokątne w rzucie prezbiterium i towarzyszące mu zakrystię oraz przybudówki. Wewnątrz dwa rzędy słupów podtrzymują empory  i drewniany strop. Zachowały się rzeźbiona ambona, chrzcielnica i dwuprzęsłowa loża kolatorska z końca XVII w., oraz szereg płyt nagrobnych z XVII-XVIII w.